# USS Grampus (SS-4)
L’USS Grampus (SS-4) est le troisième sous-marin de Classe Plunger de l'US Navy construit à partir de 1900 par Union Iron Works à San Francisco ; il est mis en service en 1903.

## Histoire
La quille de l'USS Grampus est posée le 10 décembre 1900, à San Francisco, en Californie, par Union Iron Works, un sous-traitant de la Hollande Torpedo Boat Company de New York. Il est lancé le 31 juillet 1902 baptisé par Mme Marley F. Hay, épouse du surintendant des travaux de construction à l'Union Iron Works, et mise en service à Mare Island Navy Yard le 28 mai 1903, avec comme premier commandant le lieutenant Arthur MacArthur III (en), frère aîné de futur général Douglas MacArthur.
Au cours des trois premières années de service, le Grampus opère de San Francisco, en Californie, principalement à des fins de formation et d'expérimentation. Le 18 avril 1906, les hommes de son équipage participent aux opérations de secours qui suivent le terrible tremblement de terre de San Francisco de 1906. Désarmé à Mare Island (en), le 28 novembre, le Grampus demeure inactif jusqu'à sa remise en service le 13 juin 1908.
En 1908, il est affecté à la première division de sous-marins, la Pacific Torpedo Flotilla, en janvier 1910 et à la Flotte du Pacifique en mars 1911, et opère au large de la côte californienne. Le 17 novembre 1911, le Grampus est rebaptisé A-3. Il est affecté à l'United States Navy reserve fleets le 28 juin 1912.
Le A-3 demeure inactif au Puget Sound Navy Yard jusqu’au 16 février 1915, où il est transporté par le navire charbonnier, USS Hector (AC-7) (en) vers les Philippines avec son navire jumeau le A-5 (ex- USS Pike (SS-6)). Le Hector arrive à Olongapo, site de la Base navale de Subic Bay, le 26 mars, et le A-3 est mise à l’eau le 10 avril.
Le 17 avril, le A-3 est affecté à la première division de sous-marins, la Torpedo Flotilla, affecté à l'United States Asiatic Fleet, et il y reste en service actif jusqu’à son désarmement à Cavite le 25 juillet 1921. Pendant la Première Guerre mondiale, le A-3 patrouille dans les eaux au large de la baie de Manille. Le 17 juillet 1920, on attribue au A-3la nomenclature de coque SS-4.
Le A-3 est retiré du Naval Vessel Register le 16 janvier 1922. Il est démonté et utilisé comme cible par les navires de l'Asiatic Fleet.